# Melanodryas
A Melanodryas  a madarak osztályának verébalakúak (Passeriformes) rendjébe és a cinegelégykapó-félék (Petroicidae) családjába tartozó nem.

## Rendszerezésük
A nemet John Gould angol ornitológus írta le 1865-ben, az alábbi 2 faj tartozik ide:
- csuklyás cinegelégykapó (Melanodryas cucullata)
- Melanodryas vittata

## Előfordulásuk
Ausztrália területén honosak. Természetes élőhelyeik a mérsékelt övi, szubtrópusi és trópusi erdők, szavannák és cserjések. Állandó, nem vonuló fajok.

## Megjelenésük
Testhosszuk 15–17,5 centiméter közötti.

## Életmódjuk
Gerinctelenekkel, főleg rovarokkal és más ízeltlábúakkal táplálkoznak, néha magvakat is fogyasztanak.